# Пограбування музею «Зелене склепіння»

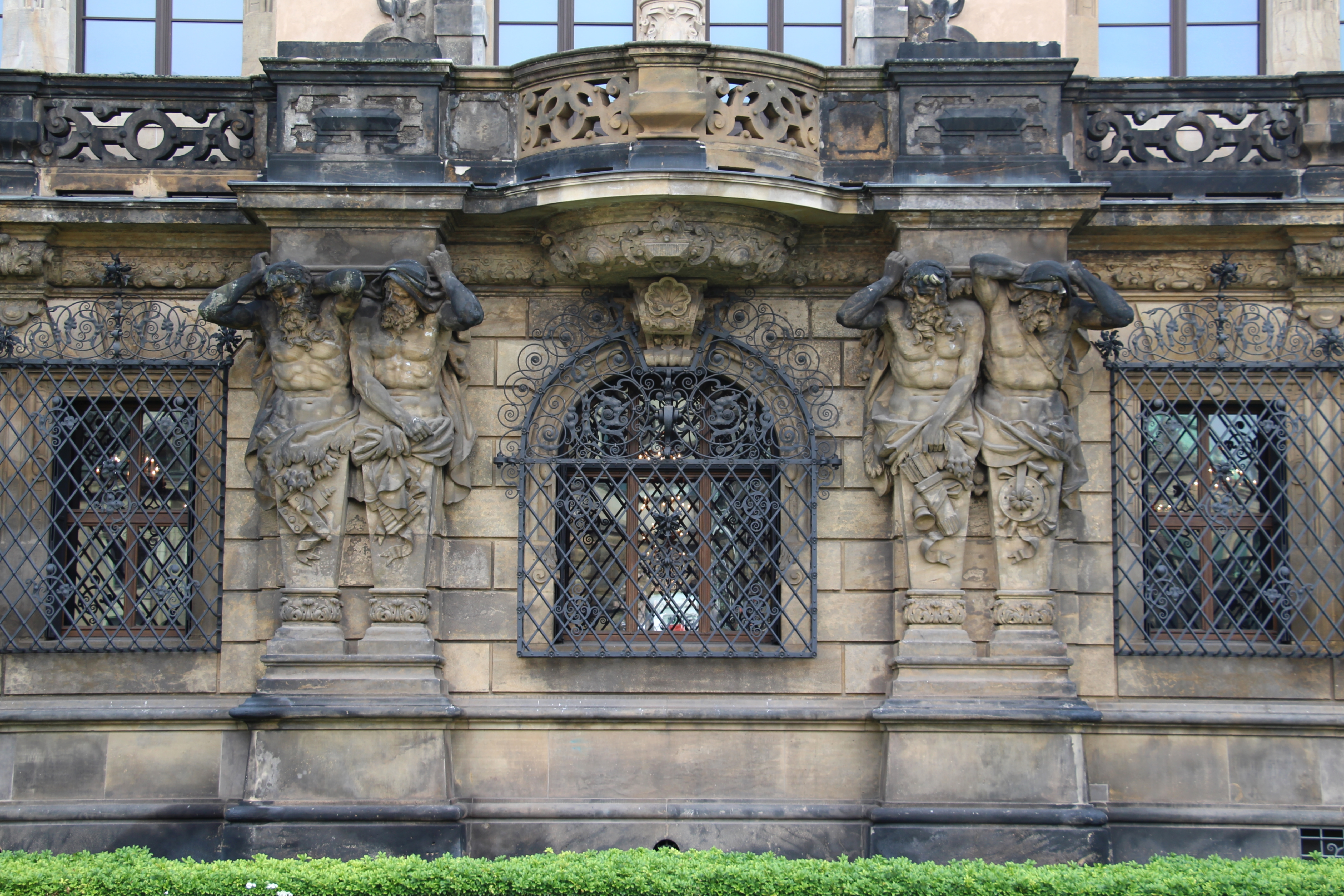
Ковані ґрати на вікнах музею «Зелене склепіння»

Пограбування музею «Зелене склепіння» — масштабне викрадення коштовностей з музею «Зелене склепіння» в Дрездені, що сталося 25 листопада 2019 року. За даними «Bild» викрадені прикраси оцінюються на загальну суму порядку мільярда євро.

## Музей
Музей «Зелене склепіння» — колекція коштовностей, що охоплює період від Ренесансу до класицизму, є історичним ядром Державних художніх зібрань Дрездена, розташований в західному крилі дрезденського палацу-резиденції. Загальна чисельність експозиції налічує понад 4000 експонатів, які включають в себе ювелірні прикраси, вироби зі слонової кістки і бурштину, різні статуетки, посуд і т. ін.

## Хід пограбування

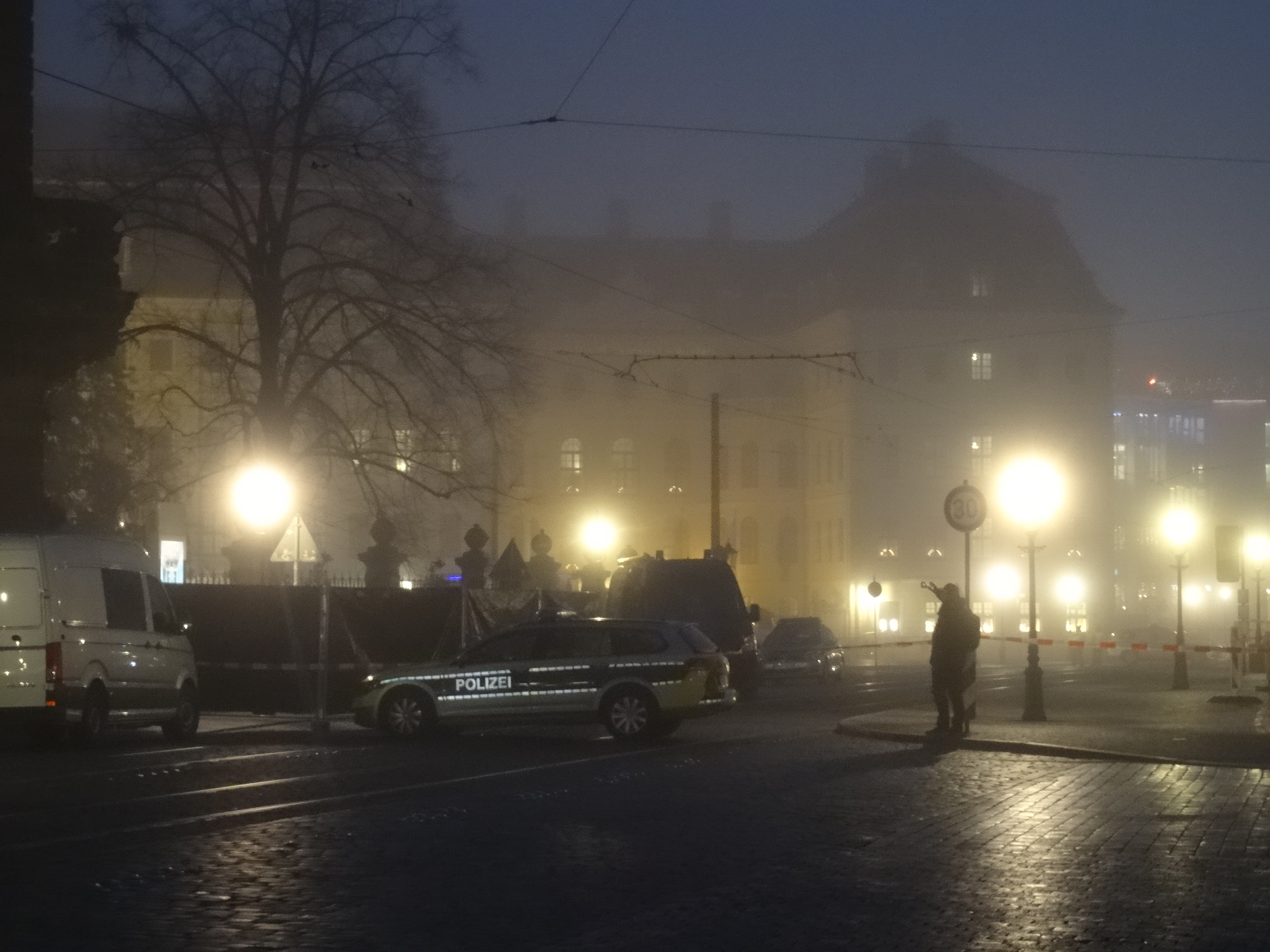
Поліція на місці злочину вранці 25 листопада

Незадовго до 5 ранку 25 листопада 2019 року розпочалася пожежа електрощитової, розташованої під сусіднім мостом Августа. Вважається, що електрощитову підпалили грабіжники, щоб відключити електрику і сигналізацію в музеї.
О 4:59 ранку двоє грабіжників залізли до музею через вікно, знявши решітки. Згодом відзначалося, що діра у ґратах дуже маленька. Після цього грабіжники розбили сокирами захисне скло однієї з вітрин та поцупили коштовності. Двоє неозброєних охоронців музею помітила грабіжників і, керуючись принципом «людське життя — понад усе», не стали втручатись, а як передбачала інструкція, повідомили поліцію про напад через декілька секунд після проникнення зловмисників до музею.
О 5:04 поліція надсилає перший патруль, щоб перевірити повідомлення. Патруль перебуває поруч і швидко прибуває до «Зеленого склепіння», але грабіжників там вже немає.
О 5:05 поліція отримує повідомлення про автомобіль, що швидко від'їзджає з міста злочину.
О 5:08 на місце злочину приїжджає криміналістична служба.
О 5:09 до перехвату залучаються всі наявні патрульні машини (всього 16).
Через 15 хвилин після першого повідомлення про напад на музей на одній з парковок поліція фіксує палаючий автомобіль «Audi». Припускається, що це автомобіль грабіжників, на якому вони втекли з міста злочину, після чого підпалив його, пересівши на інший, що був заздалегідь підготовлений.

## Викрадені речі
Злодії взяли лише коштовності, залишивши громіздкі предмети, такі як вази або картини.
Були викрадені коштовності XVIII століття з трьох наборів, виготовлених для саксонських королів Августа Сильного і Август III Фрідріх. Ці прикраси складаються в цілому з понад ста окремих деталей. Серед викрадених предметів еполет, прикрашений діамантами, один з них Саксонський білий діамант — особливо великий діамант вагою 49,84 карати. Його вартість експерти оцінюють в 10-12 мільйонів доларів. Крім нього, еполет був інкрустований й іншими великими діамантами — вагою в 39,5 і 21 карат. Також зникла зірка польського Ордена Білого Орла, виготовлена в середині XVIII століття з п'яти великих і 220 дрібних діамантів, 92 рубінів, золота і срібла, у центрі цієї зірки розміщено діамант вагою 20,189 карта. Також злодії поцупили кілька дорогоцінних ґудзиків для спідниць і прикрашену діамантами шпагу. Один з найцінніших експонатів, унікальний зелений діамант вагою 41 карат, на час пограбування перебував на виставці в Нью-Йорку.

## Розслідування
17 листопада 2020 року поліція федеральної землі Саксонія повідомила про затримання трьох підозрюваних у скоєнні цього злочину. Усі затримані є громадянами Німеччини. У спецоперації, яку провели в Берліні, брали участь більше 1600 співробітників поліції. Всього вони обшукали 18 об'єктів, серед яких 10 квартир, а також гаражі та автомобіл.
14 грудня того ж року було повідомлено ще про одного затриманого — 21-річного чоловіка, що належить до берлінського злочинного клану, члени якого мають арабське походження. Правоохоронці розшукують його брата-близнюка вже на міжнародному рівні.